# Biburg (Nennslingen)
Biburg ist ein Gemeindeteil des Marktes Nennslingen im Landkreis Weißenburg-Gunzenhausen (Mittelfranken, Bayern). Die Gemarkung Biburg hat eine Fläche von 3,686 km². Sie ist in 275 Flurstücke aufgeteilt, die eine durchschnittliche Flurstücksfläche von 13405,31 m² haben.

## Geographische Lage
Das Kirchdorf liegt auf einer Hochfläche der Fränkischen Alb, südöstlich von Nennslingen auf einer Höhe von 560 m ü. NHN. Durch Biburg führt die Kreisstraße WUG 32, die unweit in östlicher Richtung zur Kreisstraße EI 47 wird. Einen halben Kilometer Luftlinie in östlicher Richtung liegt die Grenze zum oberbayerischen Landkreis Eichstätt. Bei Biburg befindet sich der östlichste Punkt des Landkreises Weißenburg-Gunzenhausen.

## Geschichte
Biburg gehörte einst zum fränkischen Königsgut um Weißenburg in Bayern. Bis zur Gemeindegebietsreform in Bayern in den 1970er Jahren war Biburg eine selbstständige Gemeinde im ebenfalls aufgelösten Landkreis Hilpoltstein.

### Einwohnerentwicklung
- 1861: 143 Einwohner, 56 Gebäude[7]
- 1950: 169 Einwohner, 28 Wohngebäude[8]
- 1961: 128 Einwohner, 28 Wohngebäude[9]
- 1987: 113 Einwohner, 28 Gebäude mit Wohnraum[10]

## Baudenkmäler

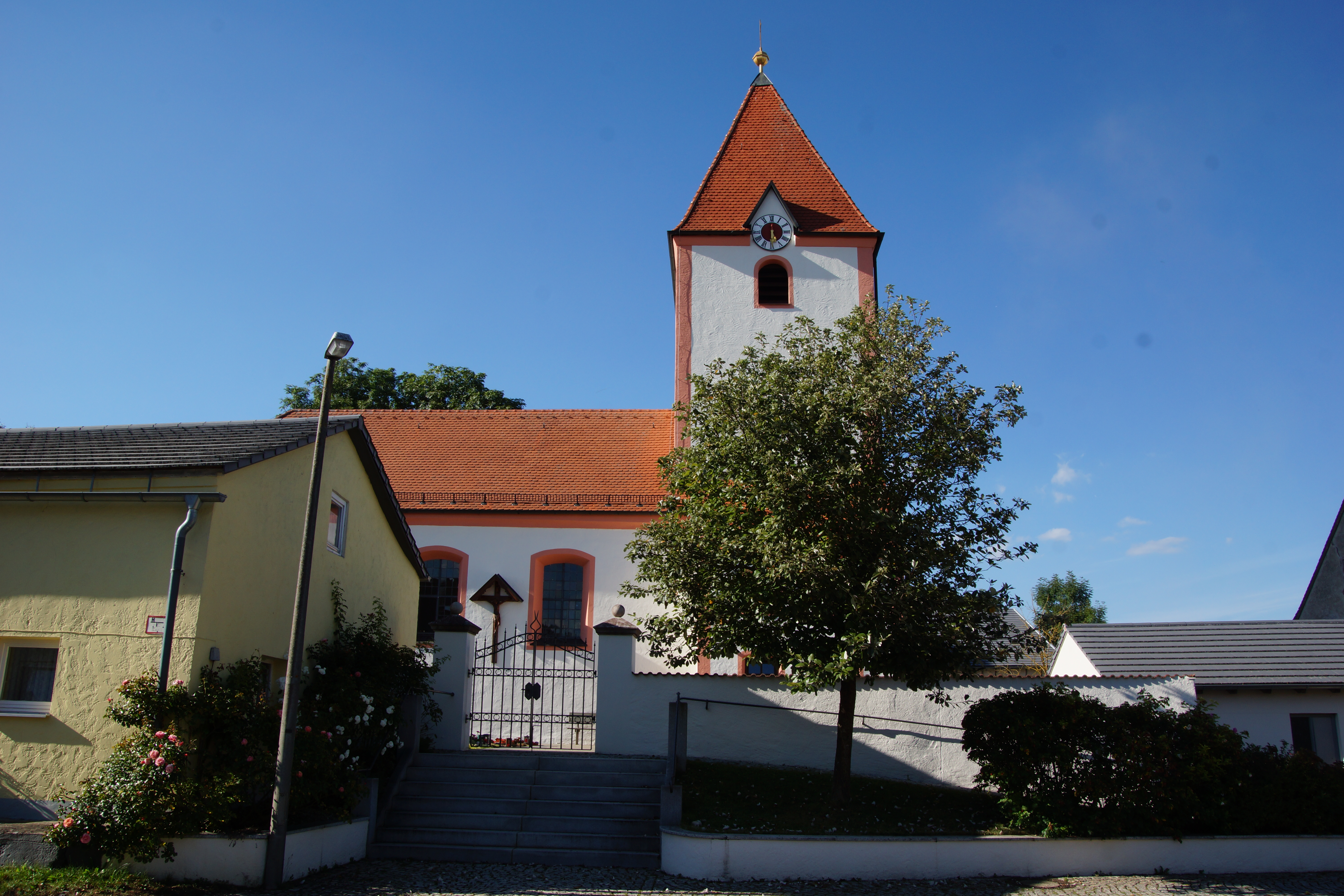
Biburg – Expositurkirche St. Clemens

Die katholische Chorturmkirche St. Clemens aus dem 12. Jahrhundert wurde 1756 von Giovanni Domenico Barbieri umgestaltet.